# リハビリーヒルズ
リハビリーヒルズは、日本のイラストレーターの沼田健、室木おすし、ニシノアポロによるpodcastのラジオ番組。現在は流動的に親交の深いイラストレーターをゲストに迎えている

## 概要
イラストレーターによるpodcatで基本的に3人体制だが、3回目よりゲストを迎えての放送になる。ゲストは死後くん、トリバタケハルノブ、JUN OSON、カツヤマケイコ、小山健、アボット奥谷、沼田光太郎、千野エー、白根ゆたんぽなど。2014年10月18日には調布パルコで公開収録を開催（出演者は沼田健、室木おすし、ニシノアポロ、死後くん、JUN OSON、小山健）。